# Rajasaurus
Rajasaurus narmadensis
Genre
Espèce
Rajasaurus (« majestueux reptile »), est un genre éteint de dinosaures théropodes carnivores de la famille des Abelisauridae possédant une crête crânienne inhabituelle. Il vivait en Inde à la fin du Crétacé supérieur.
Une seule espèce est rattachée au genre : Rajasaurus narmadensis, décrite par Wilson et al. en 2003.

## Localisation et datation
Les fossiles de Rajasaurus narmadensis ont été découverts dans la formation géologique de Lameta, dans l'état indien du Gujarat. Ils sont datés du Crétacé terminal, de la partie supérieure du Maastrichtien, il y a environ entre 70 et 66 Ma, juste avant la grande extinction Crétacé-Tertiaire.

## Historique
Entre 1982 et 1984, des os fossilisés ont été trouvés par Suresh Srivastava de la Commission géologique de l'Inde (Geological Survey of India, GSI en anglais). Les fouilles ont eu lieu dans la vallée du fleuve Narmadâ dans le district de Kheda de Gujarat en Inde. La découverte a été annoncée comme celle d'un nouveau genre de dinosaure par des scientifiques américains et indiens le 13 août 2003.
Les paléontologues Paul Sereno de l'université de Chicago, Jeffrey A. Wilson de l'université du Michigan et Suresh Srivastava ont travaillé ensemble dans une équipe indo-américaine pour étudier les fossiles du fleuve Narmada. Les fossiles représentent un squelette partiel de la nouvelle espèce Rajasaurus narmadensis, nom qui signifie « lézard princier de la vallée de Narmadâ ». Des os fossilisés de Rajasaurus ont aussi été trouvés dans une région en amont du fleuve Narmadâ, à Jabalpur dans l'État de Madhya Pradesh.

## Description

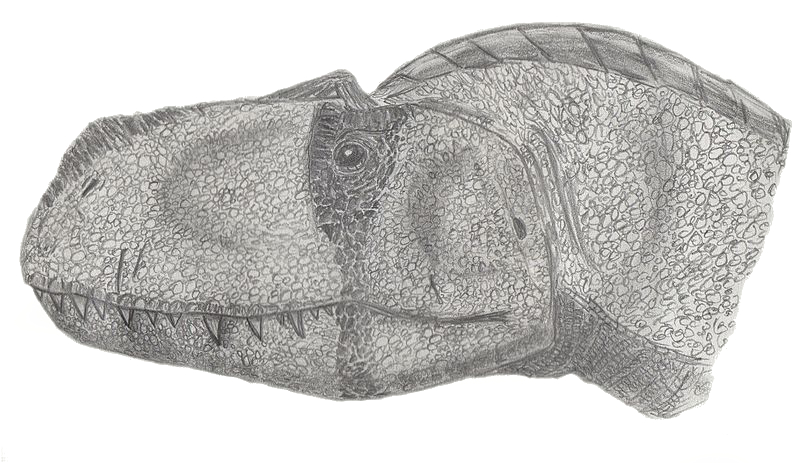
Reconstitution de la tête de Rajasaurus.

Rajasaurus faisait partie des Abelisauridae, un groupe de théropodes prédateurs connus pour avoir vécu sur le supercontinent Gondwana, qui regroupait l'Afrique, l'Inde, Madagascar, et l'Amérique du Sud. Rajasaurus ressemblait assez au Majungasaurus, un abélisauridé contemporain dont les restes ont été trouvés à Madagascar, une île qui s'est séparée de l'Inde 20 millions d'années plus tôt. Il a été constaté que Rajasaurus était un abelisauridé à la suite d'une analyse phylogénétique de ses caractéristiques anatomiques, et a été décrit comme un abelisauridé carnotaurinae (la sous-famille incluant Carnotaurus) en raison de la configuration particulière de son os nasal et de la présence d'une excroissance sur son os frontal. Rajasaurus se distingue des autres genres par son unique corne nasale frontale, les proportions allongées de ses fosses supra-temporales (trous dans la partie supérieure arrière du crâne), et la forme de son ilium (principal os de la hanche).
Rajasaurus a été identifié à partir d'un squelette partiel incluant un crâne bien conservé (avec une boîte crânienne complète et 70 % des os), des os des hanches et des parties des pattes arrière, de la colonne vertébrale et de la queue. Ce spécimen, nommé GSI 21141/1–33, est le spécimen type du genre et de l’espèce R. narmadensis. Rajasaurus mesurait environ  7,6 à 9 m de long, 2,4 m de haut et pesait de 3 à 4 tonnes. Le crâne est court, mesurant seulement 60 cm de long, et possède une petite crête arrondie caractéristique,. Cette crête est composée d'excroissances de l'os nasal et de l'os frontal.

## Découverte et histoire

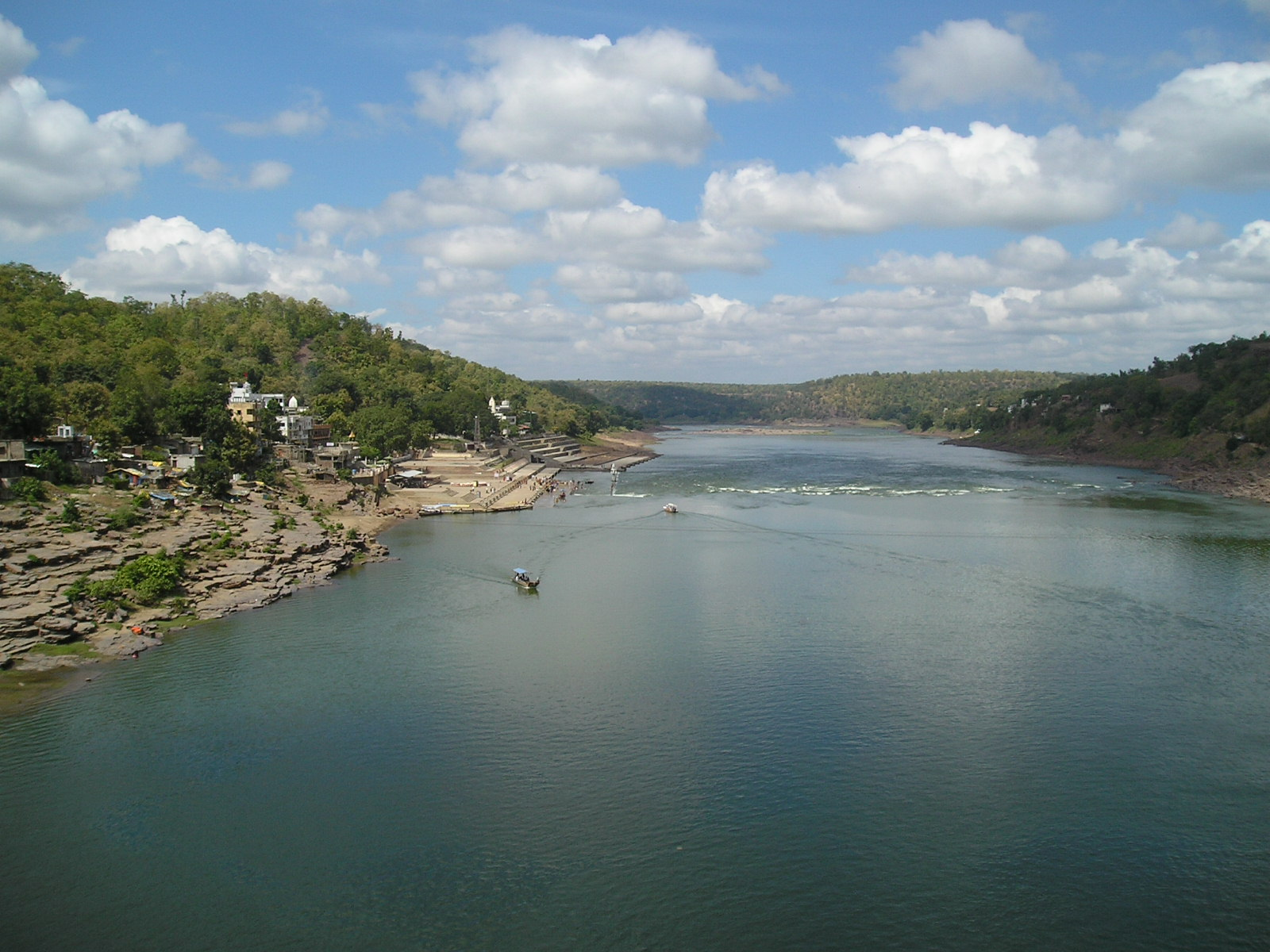
Le fleuve Narmadâ passant à travers le Madhya Pradesh en Inde centrale où les fossiles de Rajasaurus ont été trouvés.

Le fleuve Narmadâ coule d'est en ouest au centre de l'Inde, dans une vallée du rift et se jette dans la mer d'Arabie. Des os de dinosaures ont été découverts dans la vallée de Narmadâ depuis la fin du XIXe siècle, certains appartenant notamment à Titanosaurus indicus.
L'histoire des fossiles nommés Rajasaurus commence véritablement en 1981. Quand G.N. Dwivedi et D.M. Mohabey, deux géologues de la Commission géologique de l'Inde, partent pour une mission de cartographie. Les ouvriers de la carrière ACC Cement à Rahioli, en Gujarat leur montrèrent des structures calcaires lisses en forme de boule provenant de la carrière. Ces « boules » se sont avérés être des œufs de dinosauriens. Les géologues ont aussi constaté que la strate de calcaire contenant les œufs était superposée à une couche de grès et de conglomérat contenant de nombreux fossiles d'os de dinosaures.
Durant les années 1982-84, Suresh Srivastava, un géologue du GSI de la Division Paléontologie de la région occidentale du GSI, collecta un grand nombre de fragments d'os fossiles venus de Rahioli, et cartographia la zone avec précision. Ces fossiles ont été ramenés à la Division Paléontologie de Jaipur pour identification. U. B. Mathur et Suresh Srivastava, sous la supervision de S. C. Pant, ont nettoyé méticuleusement nombre de parties du squelette (boîte crânienne, vertèbres dorsales et caudales, sacrum, fémur, humérus, tibia, et d'autres), conduisant à la publication de nombreux documents de recherche,.
En 2001, après une mise en sommeil des recherches, deux scientifiques américains, Paul Sereno et Jeff Wilson, parrainés par l'Institut américain des recherches indiennes, New Delhi et la National Geographic Society reprirent les recherches sur ces fossiles. Ils s’attelèrent à la reconstitution de la collection des ossements de dinosaures recueillis en 1983 et 1984. L'équipe de scientifiques, après une étude détaillée des cartes préparées plus tôt par Srivastava, fut en mesure de reconstruire le crâne partiel, les os des hanches gauche et droite, et le sacrum. Ils ont interprété la partie du crâne et de la corne comme ressemblant à ceux de dinosaures trouvés à Madagascar. Des fossiles de Rajasaurus ont aussi été trouvés près de Jabalpur dans l’État de Madhya Pradesh. En tout, les fossiles collectés comprennent un crâne partiel, des os de membres, des os de hanches ainsi que des vertèbres.
Bien que Rajasaurus fut décrit formellement en 2003, il existe des fossiles décrits en 1923 qui peuvent appartenir à ce genre. Charles Alfred Matley décrivit Lametasaurus indicus cette année à partir d'échantillons  incluant un ilium, un sacrum, un tibia, et des ostéodermes trouvés à Bara Simla. Lametasaurus s'est plus tard révélé être une chimère (un squelette reconstitué involontairement à partir d'os de genres différents), et Wilson et al. ont suggéré que l'ilium et le sacrum (aujourd'hui perdu) appartenaient au genre Rajasaurus.
La découverte de Rajasaurus pourrait conduire à des informations supplémentaires sur les relations évolutives de abelisauridés, car les spécimens indiens décrits précédemment étaient composés principalement d'os isolés. À une conférence de presse donnée en 2003 sur la découverte du Rajasaurus, Sereno a déclaré :

« La découverte, qui sera examinée par les experts mondiaux, est importante car elle améliorera les connaissances actuelles des dinosaures appartenant à la famille des prédateurs Abelisauridés et ajoutera un nouveau point de vue aux dinosaures du sous-continent indien. »

## Paléobiologie

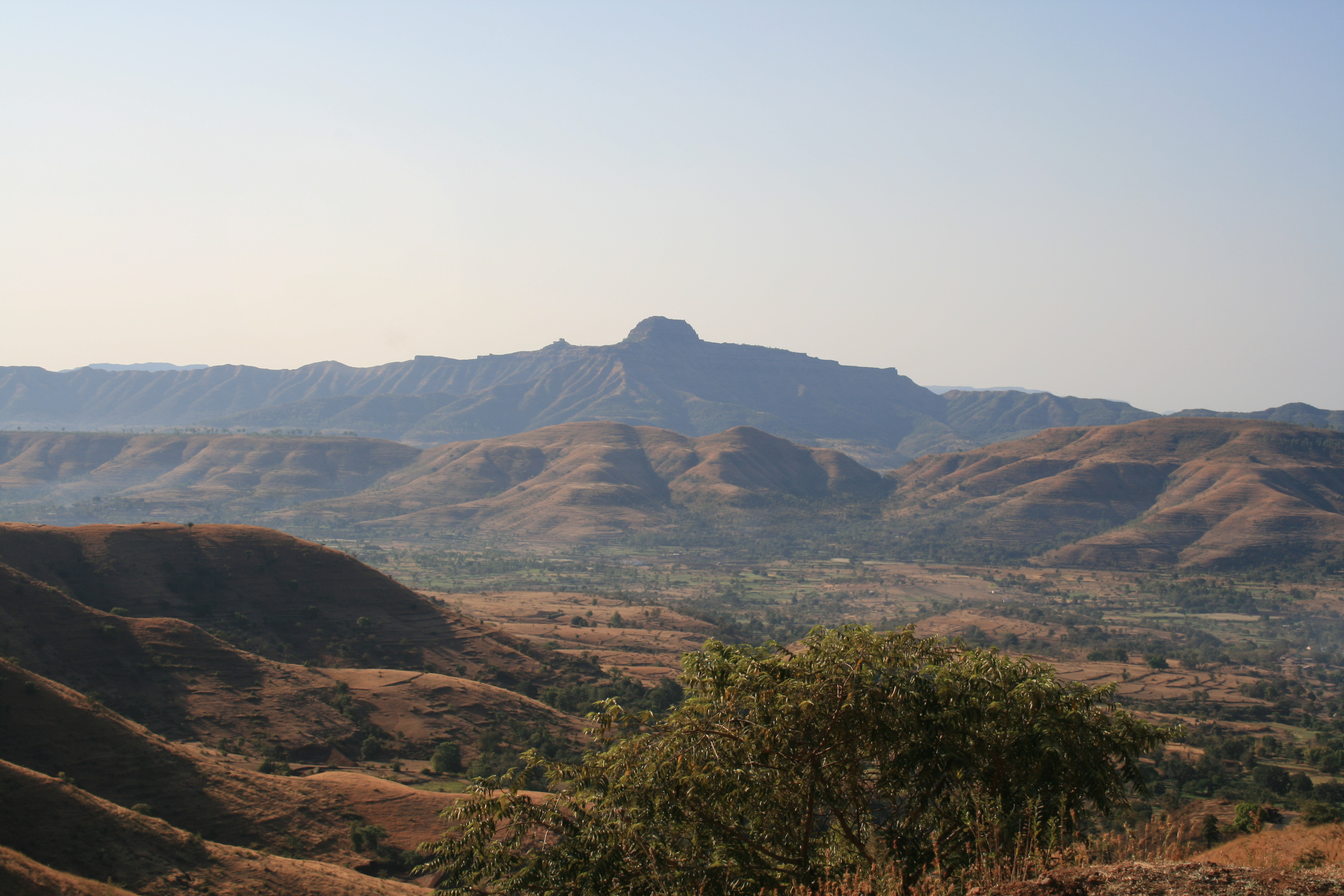
Les roches volcaniques des Trapps du Deccan, où se situe la Formation de Lameta.

Rajasaurus est seulement connu sur le sous-continent indien. Du temps où il était en vie, la plaque indienne avait récemment été séparée du reste du Gondwana et se déplaçait vers le nord. Pendant ce temps, Rajasaurus avait évolué dans sa propre direction, mais il était encore semblable à d'autres abelisauridés tels que Majungasaurus de Madagascar et Carnotaurus d'Amérique du Sud. Ces animaux descendent d'une lignée commune.
Les restes de Rajasaurus ont été trouvés dans la formation de Lameta. Ce groupement rocheux représente un environnement boisé de rivières et de lacs qui se sont formées entre différents épisodes volcaniques. Ces roches volcaniques sont connues sous le nom de Trapps du Deccan. Des fossiles de Rajasaurus et de sauropodes proviennent de dépôts lacustres et de rivières qui furent rapidement enterrés par les coulées volcaniques du Deccan. D'autres dinosaures de la Formation de Lameta incluent le noasauridé Laevisuchus, les abelisauridés Indosaurus et Indosuchus, et les sauropodes titanosaures Jainosaurus, Titanosaurus, et Isisaurus.
Des coprolithes ont été enregistrés dans la formation de Lameta, et leur étude a permis de déterminer que ces dinosaures vivaient dans un climat tropical ou subtropical humide. D'autres scientifiques étudiants les similitudes des œufs taxon ont suggéré de proches relations phyletiques qui confortent l'hypothèse de l'existence d'une connexion terrestre entre les faunes dinosauriennes d'Inde et d'Europe durant le Crétacé, et entre deux zones du Gondwana, de Patagonie et d'Inde.

## Intérêt culturel
Afin d'éduquer les gens au sujet de l'extinction de formes de vies, la Commission géologique de l'Inde a installé des modèles de taille réelle de Rajasaurus et de Titanosaurus en fibre de verre dans leur bureau régional de Lucknow. Les dinosaures y sont présentés dans des poses appropriées, accompagnées de représentations de plantes existantes durant le Mésozoïque. Sont également exposés des os de membres, des vertèbres, des œufs et coprolithes de sauropodes et des œufs fossiles de Rajasaurus collectés à Gujarat et Madhya Pradesh.
Un crâne restauré de Rajasaurus fait l'objet d'une exposition de premier plan dans le Musée indien de Calcutta.
Également intéressée par Rajasaurus, la Princesse Aliya Babi (de la famille royale de Balasinor), qui est devenue une passionnée de dinosaures après avoir suivi de près les efforts déployés par le GSI à Rahioli pour déterrer les fossiles, a aidé à promouvoir le tourisme paléontologique de Rahioli en vue de mettre en valeur ces dinosaures. Elle a également mis en place un petit musée dans l’hôtel de la ville.

## Rajasaurusdans la culture populaire
Dans le dessin animé Dinosaur King, un Rajasaurus, de type élément feu, attaque Chomp le tricératops du dessin animé. Dans la réalité, Rajasaurus et le tricératops ne se sont jamais rencontrés, car ils ne vivaient pas au même endroit.